# La Ballade des gens heureux
Singles de Gérard Lenorman
La Belle et la Bête
(1975) Michèle
(1976)
Pistes de Olympia 75
La Parade
(20) Si tu ne me laisses pas tomber
(22)
La Ballade des gens heureux est une chanson composée et interprétée par Gérard Lenorman en 1975, sur des paroles de Pierre Delanoë.
Elle est d'abord sortie en single en 1975 (le titre apparait en face A du 45 tours qui la met en valeur ; la face B est Le Funambule), puis a été chantée lors du spectacle Olympia 75. Elle ressort en 1980 avec en face B Voici les clés.
Avec la chanson Gentil dauphin triste, elle est l'une des chansons les plus connues de Lenorman. Elle s'est écoulée à plus de 250 000 exemplaires en France.

## Classements et certifications

### Classements hebdomadaires
| Classement (1975–76)                    | Meilleure position |
| --------------------------------------- | ------------------ |
| Allemagne (Media Control AG)            | 42                 |
| Belgique (Flandre Ultratop 50 Singles)  | 6                  |
| Belgique (Wallonie Ultratop 50 Singles) | 3                  |
| Danemark (IFPI Danmark)                 | 1                  |
| France (IFOP)                           | 3                  |
| Pays-Bas (Nederlandse Top 40)           | 2                  |
| Pays-Bas (Single Top 100)               | 2                  |
| Québec (Palmarès francophone)           | 1                  |

### Classements de fin d'année
| Classement (1975)              | Position |
| ------------------------------ | -------- |
| France (IFOP)                  | 50       |
| Classement (1976)              | Position |
| Belgique (Flandre Ultratop 50) | 49       |
| Pays-Bas (Single Top 100)      | 42       |

## Reprises et adaptations
- Caravelli, pour son album Dolannes mélodie, en 1975.
- Daliah Lavi, adaptation en allemand sous le titre Das bleibt immer ein Geheimnis, pour son album Neuer Wind, en 1976.
- Rex Gildo, adaptation en allemand sous le titre König auf dieser Welt, pour son album Nimm dir Zeit für die Liebe, en 1976.
- Katja Ebstein, adaptation en allemand sous le titre Das bleibt immer ein Geheimnis, pour son album Traumzeit, en 1982.
- Willeke Alberti, adaptation en néerlandais sous le titre 'n Beetje liefde voor allemaal, pour son album Liefde is... en 1989.
- Sanne (nl), adaptation en néerlandais sous le titre De ballade van het geluk, en 1998.
- André Rieu, pour son album Rosen aus dem Süden, en 2010.
- The Sunsets (nl), pour leur album Route du soleil, en 2011.
- Zaz en duo avec Gérard Lenorman, pour son album Duos de mes chansons, en 2011.
- Adya & Fadim, adaptation en néerlandais sous le titre Vrienden voor het leven, pour leur album Adya & Fadim, en 2015.
- Géraldine Olivier, pour son album Escapade, en 2015.
- Les Kids United Nouvelle Génération, pour leur album Au bout de nos rêves, en 2018.
- John Tana, parodie en Maastrichtois, sous le titre De garage, en 2022.

## Dans la culture
La Ballade des gens heureux a été utilisée dans plusieurs œuvres audiovisuelles :
- 2011 : Le Skylab
- 2021 : Sex Education (série Netflix), saison 3[14]